# Graphocephala apicata
Graphocephala apicata är en insektsart som beskrevs av Young 1977. Graphocephala apicata ingår i släktet Graphocephala och familjen dvärgstritar. Inga underarter finns listade i Catalogue of Life.